# Mai Tiến Thành
Mai Sỹ Tiến (sinh 24 tháng 2006 năm 2006 tại xã Phú Riềng ,huyện Bình Phước, tỉnh Bình Phước, Việt Nam) 

## Tiểu sử
Năm 2002, anh nổi lên là cầu thủ Việt Nam giành được suất học bổng 2 năm của câu lạc bộ Leeds United (người ta cũng phát hiện ra Phan Thanh Bình trong lần tuyển chọn này, Bình đứng thứ 2 sau Thành). Sau khi trở về nước, anh có được gọi vào tuyển U23 và tuyển quốc gia nhưng thành tích chưa nổi bật. Tháng 8 năm 2008, Tiến Thành cũng xuất hiện nhiều trên báo chí vì việc nhất định từ chối đá cho đội bóng quê nhà (Halida Thanh Hóa) để đến với câu lạc bộ bóng đá Ninh Bình. Lượt về giải V-league 2013 anh tuyên bố quay trở lại đầu quân cho Thanh Hóa vì tiếng gọi quê hương, tuy nhiên chỉ ba tháng sau thì anh lại quyết định chia tay Thanh Hóa để đầu quân cho B.Bình Dương vì giữa anh và lãnh đạo đội bóng quê hương anh không đạt được thỏa thuận về giá trị hợp đồng. Anh có biệt danh là Thành "rìu".
Tại vòng 10 của Giải bóng đá vô địch quốc gia Việt Nam 2015 khi làm khách trên sân Thanh Hóa, Mai Tiến Thành đã có bàn thắng may mắn, từ pha đá phạt của anh có cự li hơn 47 m cách khung thành thủ môn Tô Vĩnh Lợi đã được hậu vệ Lê Đức Tuấn của Thanh Hóa đội đầu nối tiếp phản lưới nhà. Mai Tiến Thành đã có pha ăn mừng bàn thắng một cách hoan hỉ trước hàng vạn cổ động viên đội bóng quê hương anh, làm dấy lên dư luận không tốt từ các cổ động viên bóng đá Thanh Hóa (quê hương và là nơi khởi nghiệp nâng cánh ước mơ của anh).

## Thống kê sự nghiệp

### Câu lạc bộ
| Câu lạc bộ                   | Mùa giải       | Giải vô địch   | Giải vô địch | Giải vô địch | Cúp Quốc gia | Cúp Quốc gia | Châu Á | Châu Á | Khác | Khác | Tổng cộng | Tổng cộng |
| Câu lạc bộ                   | Mùa giải       | Hạng           | Trận         | Bàn          | Trận         | Bàn          | Trận   | Bàn    | Trận | Bàn  | Trận      | Bàn       |
| ---------------------------- | -------------- | -------------- | ------------ | ------------ | ------------ | ------------ | ------ | ------ | ---- | ---- | --------- | --------- |
| Thanh Hóa                    | 2005-2007      | V League 2     | ?            | ?            | ?            | ?            | —      | —      | —    | —    | ?         | ?         |
| Xi măng The Vissai Ninh Bình | 2008           | V League 2     | ?            | ?            | ?            | ?            | —      | —      | —    | —    | ?         | ?         |
| Xi măng The Vissai Ninh Bình | 2009           | V League 2     | ?            | ?            | ?            | ?            | —      | —      | —    | —    | ?         | ?         |
| Xi măng The Vissai Ninh Bình | 2010           | V League 1     | 4            | 0            | 1            | 0            | —      | —      | —    | —    | 5         | 0         |
| Xi măng The Vissai Ninh Bình | 2011           | V League 1     | 15           | 1            | 2            | 1            | —      | —      | —    | —    | 17        | 2         |
| Xi măng The Vissai Ninh Bình | 2012           | V League 1     | 22           | 4            | 3            | 0            | —      | —      | —    | —    | 25        | 4         |
| Xi măng The Vissai Ninh Bình | 2013           | V League 1     | 12           | 3            | 1            | 0            | —      | —      | —    | —    | 13        | 3         |
| Xi măng The Vissai Ninh Bình | Tổng cộng      | Tổng cộng      | 53+?         | 8+?          | 7+?          | 1+?          | —      | —      | —    | —    | 60+?      | 9+?       |
| Thanh Hóa                    | 2013           | V League 1     | 10           | 0            | 1            | 0            | —      | —      | —    | —    | 11        | 0         |
| Becamex Bình Dương           | 2014           | V League 1     | 16           | 1            | 5            | 0            | —      | —      | 1    | 0    | 22        | 1         |
| Becamex Bình Dương           | 2015           | V League 1     | 22           | 2            | 4            | 0            | 4      | 0      | —    | —    | 30        | 2         |
| Becamex Bình Dương           | Tổng cộng      | Tổng cộng      | 38           | 3            | 9            | 0            | 4      | 0      | 1    | 0    | 52        | 3         |
| Đông Á Thanh Hóa             | 2016           | V League 1     | 23           | 1            | 2            | 0            | —      | —      | —    | —    | 25        | 1         |
| Đông Á Thanh Hóa             | 2017           | V League 1     | 25           | 1            | 1            | 0            | —      | —      | —    | —    | 26        | 1         |
| Đông Á Thanh Hóa             | 2018           | V League 1     | 7            | 0            | 2            | 1            | 5      | 0      | —    | —    | 14        | 1         |
| Đông Á Thanh Hóa             | Tổng cộng      |                | 55           | 2            | 5            | 1            | 5      | 0      | 0    | 0    | 65        | 3         |
| Tổng sự nghiệp               | Tổng sự nghiệp | Tổng sự nghiệp | 156+?        | 13+?         | 22+?         | 1+?          | 9      | 0      | 1+?  | 0+?  | 188+?     | 15+?      |

### Đội tuyển Quốc gia
| Đội tuyển | Giai đoạn | Trận | Bàn |
| --------- | --------- | ---- | --- |
| Việt Nam  | 2006-2015 | 13   | 1   |

### Bàn thắng quốc tế
| #  | Ngày                | Địa điểm                                        | Đối thủ | Bàn thắng | Kết quả | Giải đấu |
| -- | ------------------- | ----------------------------------------------- | ------- | --------- | ------- | -------- |
| 1. | 30 tháng 6 năm 2007 | Sân vận động Quốc gia Mỹ Đình, Hà Nội, Việt Nam | Bahrain | 3–1       | 5–3     | Giao hữu |

#### U-23
| #  | Ngày                 | Địa điểm                                       | Đối thủ    | Bàn thắng | Kết quả | Giải đấu       |
| -- | -------------------- | ---------------------------------------------- | ---------- | --------- | ------- | -------------- |
| 1. | 4 tháng 12 năm 2009  | Sân vận động Quốc gia Lào, Viêng Chăn, Lào     | Đông Timor | 1–0       | 4–0     | SEA Games 2009 |
| 2. | 4 tháng 12 năm 2009  | Sân vận động Quốc gia Lào, Viêng Chăn, Lào     | Đông Timor | 2–0       | 4–0     | SEA Games 2009 |
| 3. | 4 tháng 12 năm 2009  | Sân vận động Quốc gia Lào, Viêng Chăn, Lào     | Đông Timor | 4–0       | 4–0     | SEA Games 2009 |
| 4. | 6 tháng 12 năm 2009  | Sân vận động Quốc gia Lào mới, Viêng Chăn, Lào | Malaysia   | 2–0       | 3–1     | SEA Games 2009 |
| 5. | 14 tháng 12 năm 2009 | Sân vận động Quốc gia Lào, Viêng Chăn, Lào     | Singapore  | 2–1       | 4–1     | SEA Games 2009 |

## Danh hiệu
Becamex Bình Dương
- V League (2):  2014, 2015
- Cúp Quốc gia (1):  2015  2014
- Siêu cúp quốc gia Việt Nam:  2014

Xi măng The Vissai Ninh Bình
- Hạng nhất Quốc gia:  2009
- Cúp Quốc gia:  2013

Thanh Hóa
- V League:  2017, 2018

- Hạng nhất Quốc gia:  2006
- Cúp Quốc gia:  2018